# Axylia renalis
Axylia renalis är en fjärilsart som beskrevs av Moore 1881. Axylia renalis ingår i släktet Axylia och familjen nattflyn. Inga underarter finns listade i Catalogue of Life.